# الگین لسلی
اِلگین لسلی (انگلیسی: Elgin Lessley؛ ‏ ۱۰ ژوئن ۱۸۸۳ – ۸ فوریهٔ ۱۹۴۴) فیلم‌بردار و تدوین‌گر اهل ایالات متحده آمریکا بود.

## گزیدهٔ فیلم‌شناسی
- تماشاخانه
- پادوی هتل
- مجلس رقص خدمتکاران
- زندانی ۱۳
- انجام داد و انجام نداد
- دهاتی ساده‌لوح
- خانه برقی
- شیفته بالون
- خیال‌پردازی‌ها
- آهنگر
- شمال یخ‌زده
- گاراژ
- فیلم‌بردار
- یک پخمه زبل
- رنگ‌پریده
- خانواده همسرم